# San Pietro in Gessate
San Pietro in Gessate je římskokatolický kostel v Miláně, v severní Itálii. Byl postaven v 15. století v gotickém stylu.
Architektem byl buď Guiniforte Solari nebo jeho syn Pietro Antonio. Kostel je trojlodní, čtvercového půdorysu, s křížovou klenbou. Místo tradičních gotických pilastrů je hlavní loď oddělena žulovými korintskými sloupy.
San Pietro in Gessate je významný sérií maleb z období lombardské renesance. Mezi umělce, kteří zde pracovali, patřili Giovanni Donato Montorfano, Bernardino Butinone a Bernardo Zenale. Zenale vyzdobil kapli Grifi Historií sv. Ambrože. V této kapli je také náhrobek Ambrogia Grifiho od Brisca. Na počátku 16. století dokončil pro tento kostel Vincenzo Foppa své známé Ukládání do hrobu, které bylo ztraceno během 2. světové války. Z roku 1514 pochází freska od Bergognona zobrazující Pohřeb sv. Martina.